# 埃爾德里奇 (加利福尼亞州)
埃爾德里奇（英語：Eldridge）是位於美國加利福尼亞州索諾馬縣的一個人口普查指定地區。

## 地理
埃爾德里奇的座標為38°20′31″N 122°30′43″W / 38.34194°N 122.51194°W，而該地最高點為海拔高度54米（即177英尺）。

## 人口
根據2010年美國人口普查的數據，埃爾德里奇的面積為1.689平方千米，當中陸地面積為1.689平方千米，而水域面積為0.000平方千米。當地共有人口1233人，而人口密度為每平方千米730人。